# Sint-Amandus- en Sint-Blasiuskerk

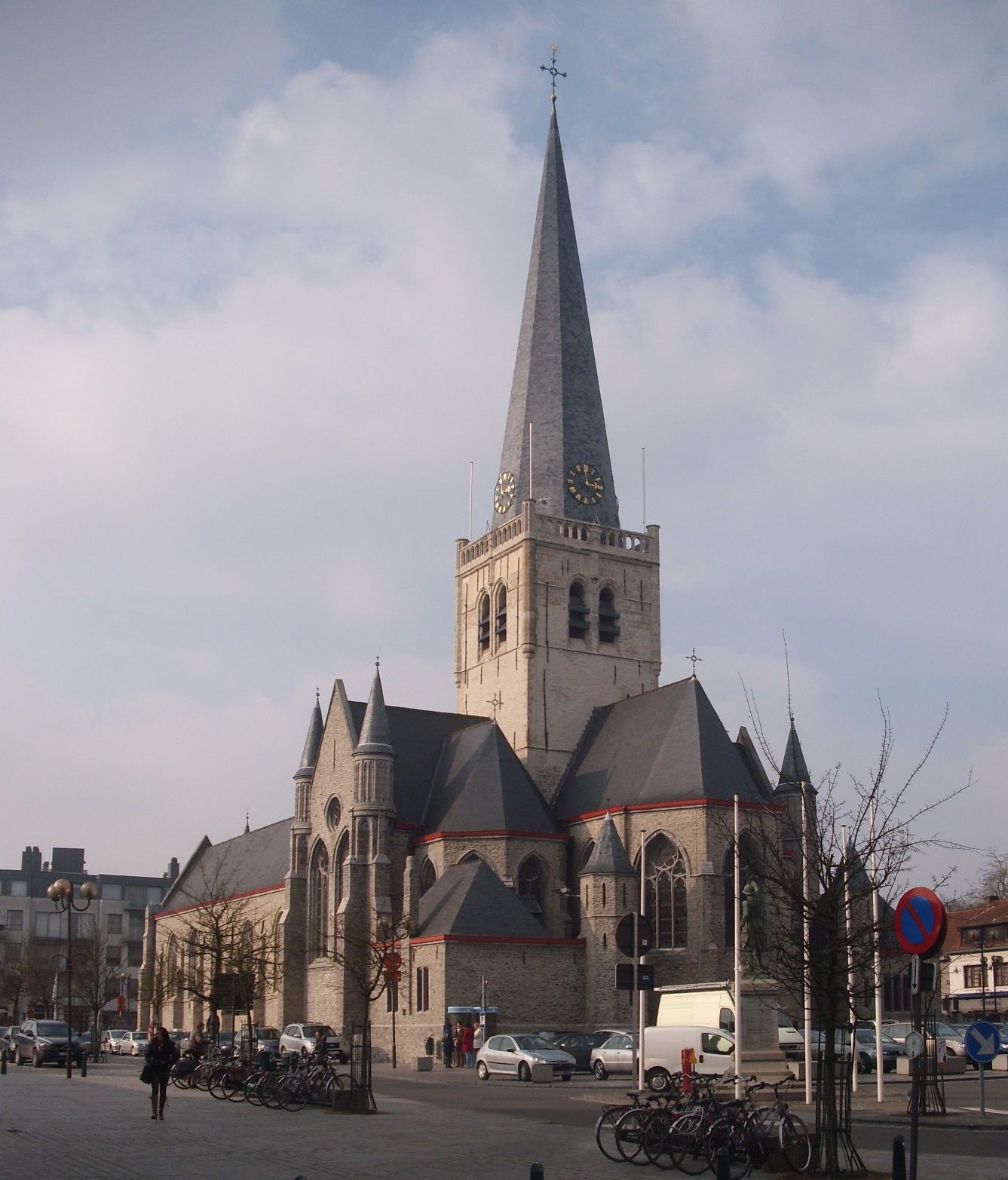
Sint-Amandus- en Sint-Blasiuskerk

De Sint-Amandus- en Sint-Blasiuskerk is de parochiekerk van de West-Vlaamse stad Waregem, gelegen aan de Markt.

## Geschiedenis
In 1119 werd Waregem al als afzonderlijke parochie vermeld. In 1984 werden de overblijfselen van een romaans kerkje blootgelegd in Doornikse steen en grijsgroene veldsteen. Het was een driebeukig basilicaal kruiskerkje, waarvan ook nog enkele onderdelen in het huidige kerkgebouw bewaard zijn gebleven. In 1189 werd het patronaatsrecht afgestaan aan het Onze-Lieve-Vrouwekapittel van Doornik.
In 1488, tijdens de opstand tegen Maximiliaan van Oostenrijk, werd de kerk beschadigd, maar een deel van de kerkschatten werd gered. Nog voor 1500 werd een nieuwe toren gebouwd en de romaanse zuidbeuk werd gesloopt. Een nieuwe zuidbeuk werd gebouwd, even breed als de middenbeuk. Tussen 1797 en 1824 werd de smalle noordbeuk gesloopt en eveneens door een brede beuk vervangen, waardoor een hallenkerk ontstond. Tussen 1839 en 1843 werd de kerk 12 meter naar het westen verlengd.
De kerk werd tijdens de Eerste Wereldoorlog zwaar beschadigd en in 1923-1924 ingrijpend herbouwd naar ontwerp van Maurice Allaert.

## Gebouw
Het betreft een driebeukige hallenkerk met pseudotransept en vieringtoren. De centrale voorgevel wordt geflankeerd door twee traptorens. De kerk is vervaardigd uit Doornikse zandsteen en de vierkante vieringtoren is in Balegemse steen.

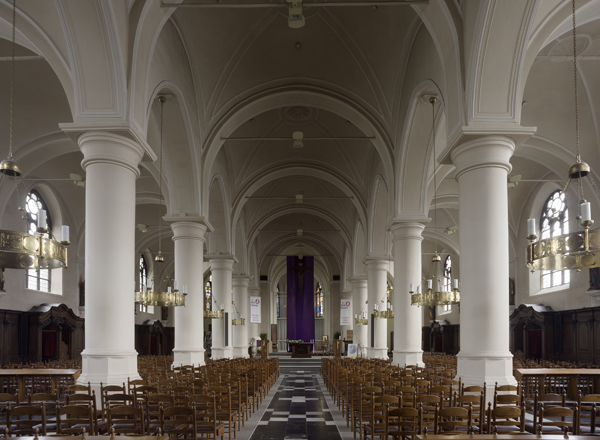
Interieur
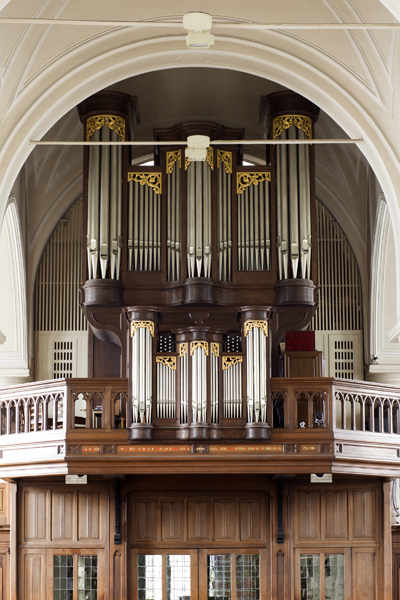
Orgel
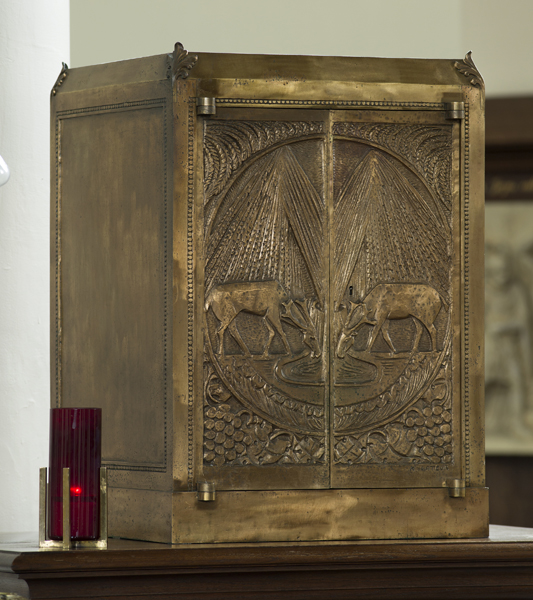
Tabenakel (Karel Lateur)
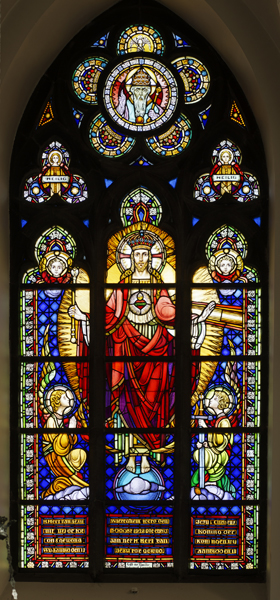
Glasraam

## Interieur
Het interieur is in classicistische stijl van 1775-1777. Uit de 18e eeuw stammen ook de lambrisering met ingebouwde biechtstoelen en de communiebank. In de kerk hangt het schilderij Kruisafneming van 1650 door Cornelis de Vos.

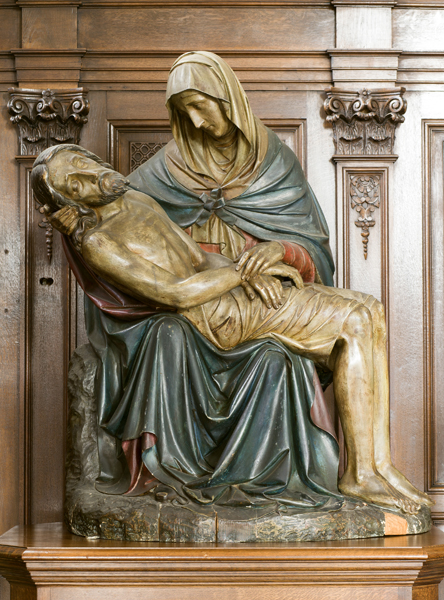
Piëta
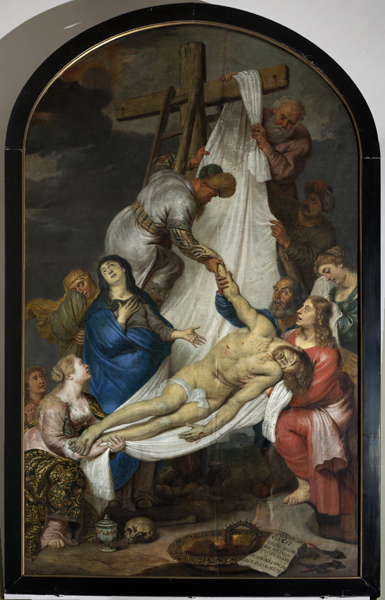
Kruisafneming (Cornelis de Vos)
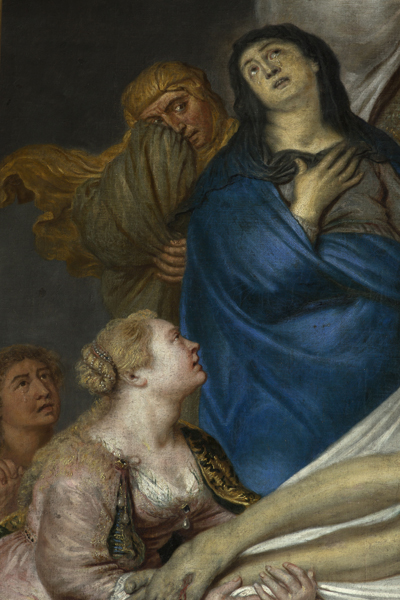
Kruisafneming (detail)
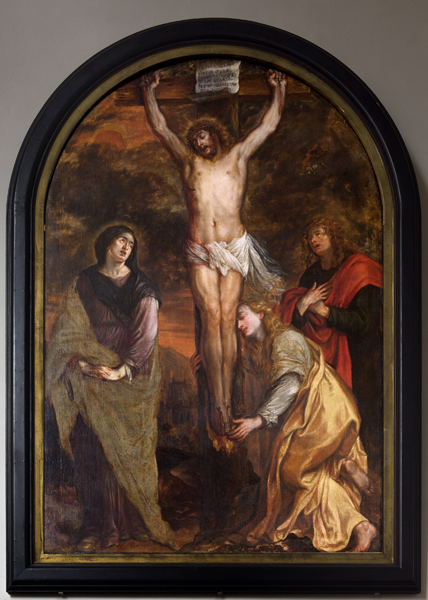
Kruisiging (Hendrik Herregouts)